# Le Roi lion (comédie musicale)
Pour les articles homonymes, voir Le Roi lion (homonymie).
Le Roi Lion (The Lion King) est une comédie musicale américaine de Roger Allers et Irene Mecchi, avec des paroles de Tim Rice et une musique d'Elton John, inspirée du film homonyme des studios Disney (1994) et créée le 8 juillet 1997 à  l'Orpheum Theatre de Minneapolis.

## Historique
Le spectacle est produit par Walt Disney Theatrical Productions. Le spectacle a été créé pour Broadway mais présenté pour une période d'essai au Orpheum Theater de Minneapolis à partir du 8 juillet 1997. En raison du bon accueil, le spectacle a été déplacé au New Amsterdam Theatre sur Broadway à New York à partir du 10 octobre bien qu'officiellement la grande première a eu lieu le 13 novembre 1997,.
À partir d'octobre 1997 à New York, il reçoit 11 nominations aux Tony Awards et en reçoit 6, dont « Meilleure comédie musicale », et « Meilleure mise en scène », attribué pour la première fois à une femme : Julie Taymor.  Non seulement le spectacle n'a pas quitté l'affiche depuis sa création, mais des versions ont été créées dans de nombreux pays et langues, (à Londres, Shanghai, Tokyo, Hambourg, Sydney, Buffalo, Schéveningue et maintenant Paris...) reprenant toujours la mise en scène originale jouée à Broadway. Toutes versions confondues, ce spectacle a été vu par plus de 34 millions de personnes et avec plus de 18 000 représentations dans le monde. Il figure actuellement à la troisième place sur la liste des comédies musicales les plus jouées en continu à Broadway.
Le 20 décembre 1998 a lieu la première au Japon. Le 24 septembre 1999, le spectacle fait sa première au Lyceum Theatre de Londres.
En 1999, une version canadienne débute à Toronto au Princess of Wales Theatre. Le 29 septembre 2000, une version débute au Pantages Theatre de Los Angeles, et s'arrête le 12 janvier 2003 après 952 représentations.
Depuis le 2 décembre 2001, la version allemande Der König der Löwen est présentée au Theater im Hafen de Hambourg.
Une version australienne a été présentée du 16 octobre 2003 au 26 juin 2005 au Capitol Theatre de Sydney puis du 28 juillet 2005 au 4 juin 2006 au Regent Theatre de Melbourne.
En juin 2006, le spectacle de Broadway change de théâtre pour aller au Minskoff Theatre, afin de laisser la place à la nouvelle comédie musicale Mary Poppins. Le 18 juillet 2006, une déclinaison du spectacle débute à l'Opéra de Shanghai, pour 100 représentations.
Le 6 juin 2007, une déclinaison débute au Montecasino Theater de Johannesbourg en Afrique du Sud.
Du 21 juin au 29 juillet 2007, le spectacle en version originale est revenu au Fox Theatre à Saint Louis.
En octobre 2007, la version française voit le jour au théâtre Mogador à Paris. L'adaptation est l'œuvre de Stéphane Laporte et reste assez proche de la version originale. Le casting, pour cette version, a duré plus d'un an. En effet, il avait commencé dès septembre 2005 car, au départ, le spectacle devait débuter en octobre 2006, mais les travaux à effectuer dans la salle ont été retardés d'un an : le permis de construire a été délivré avec du retard, ce qui a retardé la production. Les auditions ne se sont donc terminées qu'en mars 2007. Cette production française s'arrête le 25 juillet 2010, après avoir tenu l'affiche trois saisons et attiré plus d'un million de spectateurs.
Le 15 mai 2009, une nouvelle production de la comédie musicale Le Roi lion démarre au Mandalay Bay de Las Vegas.
Le 25 juillet 2010, le spectacle ferme à Paris après près de 1 000 représentations et 1 300 000 spectateurs. Une nouvelle version est annoncée à Singapour pour l'automne 2010/2011 au Marina Bay Sands.
Le 3 janvier 2011, le spectacle présenté au Minskoff Theatre à New York établit un nouveau record d'affluence pour la dernière semaine de l'année 2010 (27/12/2010-02/01/2011) avec 1 993 370 USD de recettes pour 8 représentations. Le précédent record pour cette salle était détenu par ce même spectacle durant la semaine de Thanksgiving 2010 avec 1 870 145 USD. Depuis la première en 1997, 17 versions ont été présentées dans 13 pays dans 5 langues (anglais, français, allemand, néerlandais, japonais) et ont attiré 54 millions de spectateurs pour 4,2 milliards de recettes.

Version anglaise du logo

Le 28 juin 2013, le spectacle débute ses représentations itinérantes au Royaume-Uni au Birmingham Hippodrome pour 3 mois avant d'aller à Édimbourg, Plymouth, Bradford et d'autres villes durant les 2,5 prochaines années, en parallèle du spectacle au West End. Le 6 septembre 2013 débute la première des 32 représentations données au Benedum Center de Pittsburgh jusqu'au 29 septembre . Le 25 septembre 2013, la presse locale annonce que le spectacle a attiré 190 000 visiteurs à Birmingham et généré deux millions de £ dans la ville durant les 3 mois et 109 représentations. Le spectacle part ensuite à Édimbourg pour 15 semaines. Le 16 octobre 2013, Le Roi lion devient la première comédie musicale de Broadway dépassant le milliard de $ de revenus. Le 19 novembre 2013, le spectacle s'installe au Pantages Theatre à Hollywood pour 8 semaines.
Le 13 juin 2014, Disney Theatrical annonce deux nouvelles adaptations de la comédie musicale Le Roi lion, l'une présentée au sein du Shanghai Disney Resort et l'autre à Mexico. Le 22 septembre 2014, Disney Theatrical annonce avoir battu le record des recettes pour une comédie musicale avec 6,2 milliards d'USD pour Le Roi lion,. Le 5 janvier 2015, Le Roi lion est la comédie musicale la plus rentable de l'année 2014 avec 100,2 millions USD de recette.  Le 22 juillet 2015, TheStreet.com annonce que Disney Theatrical continue de dominer Broadway avec les comédies musicales Le Roi lion et Aladdin qui récoltent respectivement 2,6 et 1,8 million d'USD par semaine à comparer à la moyenne qui s'établit entre 800 000 et 900 000 USD. La moyenne de recettes du spectacle La Belle et la Bête pour la période 1994 à 2007 est de 621 000 USD.
Le 7 mars 2017, Disney Theatrical annonce une longue tournée internationale de la comédie musicale Le Roi lion débutant en mars 2018 aux Philippines puis à Singapour en juin 2018, en Corée du Sud en octobre 2018, à Taïwan en 2019 et en Afrique du Sud en 2020. Le 4 mars 2019, la tournée internationale de la comédie musicale Le Roi lion doit s'arrêter au Muangthai Rachadalai Theatre de  Bangkok en septembre 2019, après les Philippines, Singapour, la Corée du Sud et Taïwan
Le 7 octobre 2019, Stage Entertainment France annonce le retour du Roi Lion au théâtre Mogador, d'abord prévue pour le mois de septembre 2020 puis pour le mois de mars 2021, la première est reportée au 11 novembre 2021 à cause de la pandémie de Covid-19.

## Fiche technique
- Titre original : The Lion King
- Livret : Roger Allers et Irene Mecchi adapté du scénario d'Irene Mecchi, Jonathan Roberts et Linda Woolverton
- Paroles : Tim Rice
- Musique : Elton John
- Musiques et paroles additionnelles : Lebo M, Mark Mancina, Jay Rifkin, Julie Taymor et Hans Zimmer
- Orchestrations : Robert Elhai, David Metzger et Bruce Fowler
- Arrangements vocaux : Tsidii Le Loka
- Environnement sonore : Tony Meola
- Mise en scène : Julie Taymor
- Chorégraphie : Garth Fagan
- Décors : Richard Hudson
- Costumes : Julie Taymor
- Masques et marionnettes : Julie Taymor et Michael Curry
- Coiffures et maquillages : Michael Ward
- Lumières : Donald Holder
- Société de production : Walt Disney Theatrical
- Date de première représentation : 8 juillet 1997 (Minneapolis) ; 15 octobre 1997 (Broadway)
- Date de dernière représentation : en cours
- Nombre de représentations consécutives : 8 500 (novembre 2017)

Source : IBDb

## Distribution
| Rôle         | Distribution originale (1997) | Distribution française (2007)                     | Distribution française (2021) |
| ------------ | ----------------------------- | ------------------------------------------------- | --- |
| Adulte Simba | Jason Raize                   | Jérémy Fontanet                                   | Gwendal Marimoutou |
| Mufasa       | Samuel E. Wright              | Jean-Luc Guizonne                                 | Noah Ndema |
| Scar         | John Vickery                  | Olivier Breitman                                  | Olivier Breitman |
| Timon        | Max Casella                   | Christian Abart Mickaël Viguier                   | Alexandre Faitrouni |
| Pumbaa       | Tom Alan Robbins              | Fabrice de La Villehervé Arnaud Léonard           | Rodrigue Galio |
| Rafiki       | Tsidii Le Loka                | Zama Magudulela                                   | Ntsepa Pitjeng |
| Adulte Nala  | Heather Headley               | Léah Vincent                                      | Cylia José |
| Zazu         | Geoff Hoyle                   | David Eguren                                      | Sebastien Perez |
| Shenzi       | Tracy Nicole Chapman          | Céline Languedoc                                  | Terja Dawa |
| Banzaï       | Stanley Wayne Mathis          | Valery Rodriguez Thibault Durand                  | Abdel-Rahym Madi |
| Ed           | Kevin Cahoon                  | Mickaël Viguier Hervé Lewandowski Romain Apelbaum | Sebastien Valter |
| Sarabi       | Gina Breedlove                | Melina M'Poy                                      | Rachel Valéry |
| Jeunes Simba | Scott Irby-Ranniar            | Louka Masset                                      | William Boulay-Itela, Martin D'aram de Valada, Ethan Darsoulant, Esteban Hernandez Sanchez, Aristote Laïo, Idrissa Soumare, Naïley Tembely-Laidet |
| Jeunes Nala  | Kajuana Shuford               | Ketsia Toto                                       | Lyka Ba, Mee-Naïdhy Faubert, Ambre Marcussy, Mélissa Masungi, Ilona Samassi, Marion Takam, Ilyana Zaouak                                          |

## Différences par rapport au film

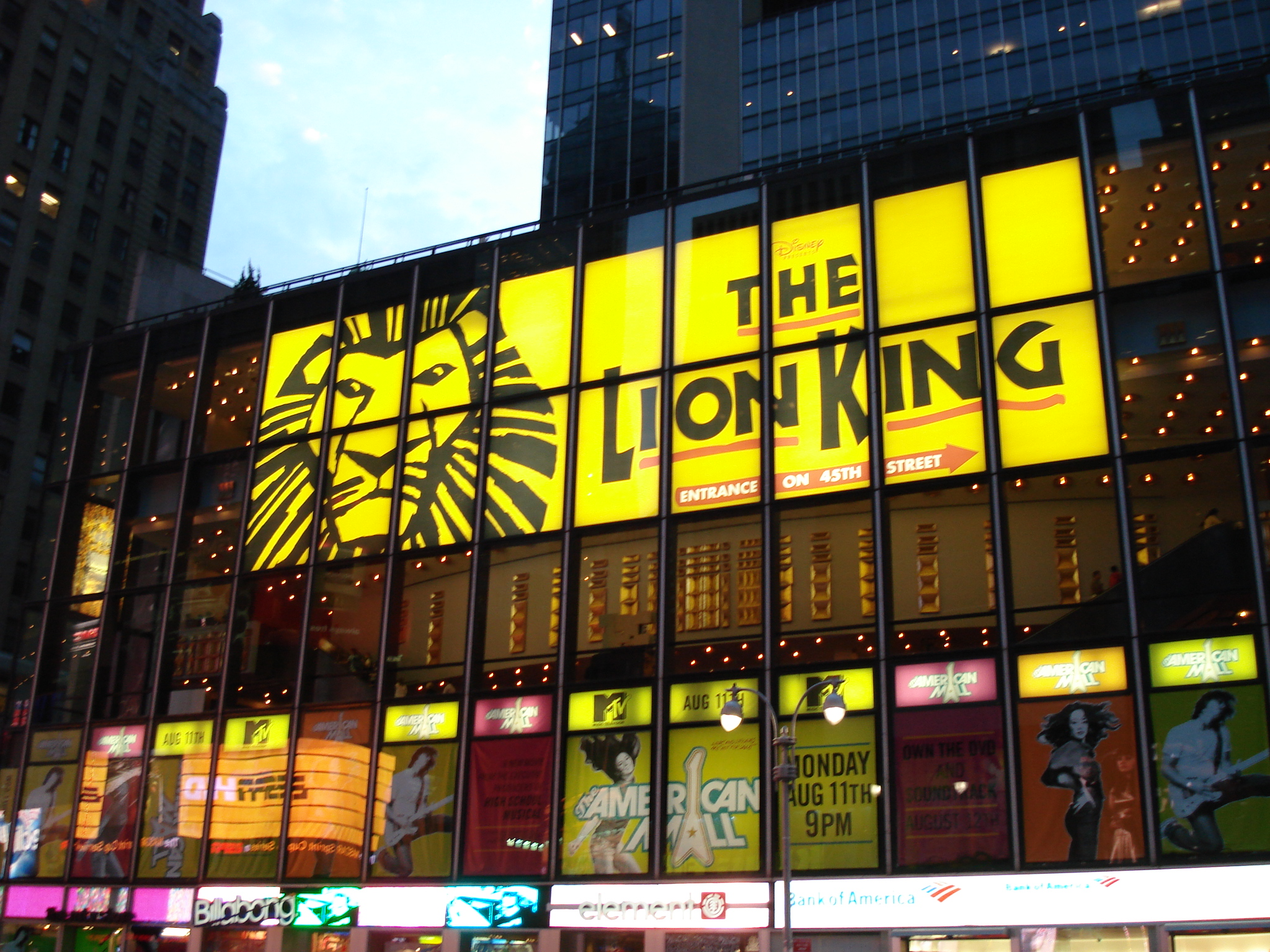
Publicité sur Times Square à Manhattan.

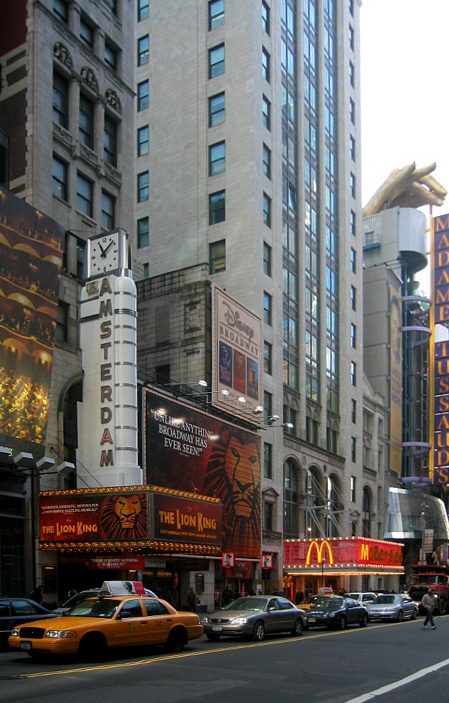
The Lion King au New Amsterdam Theatre de New York.

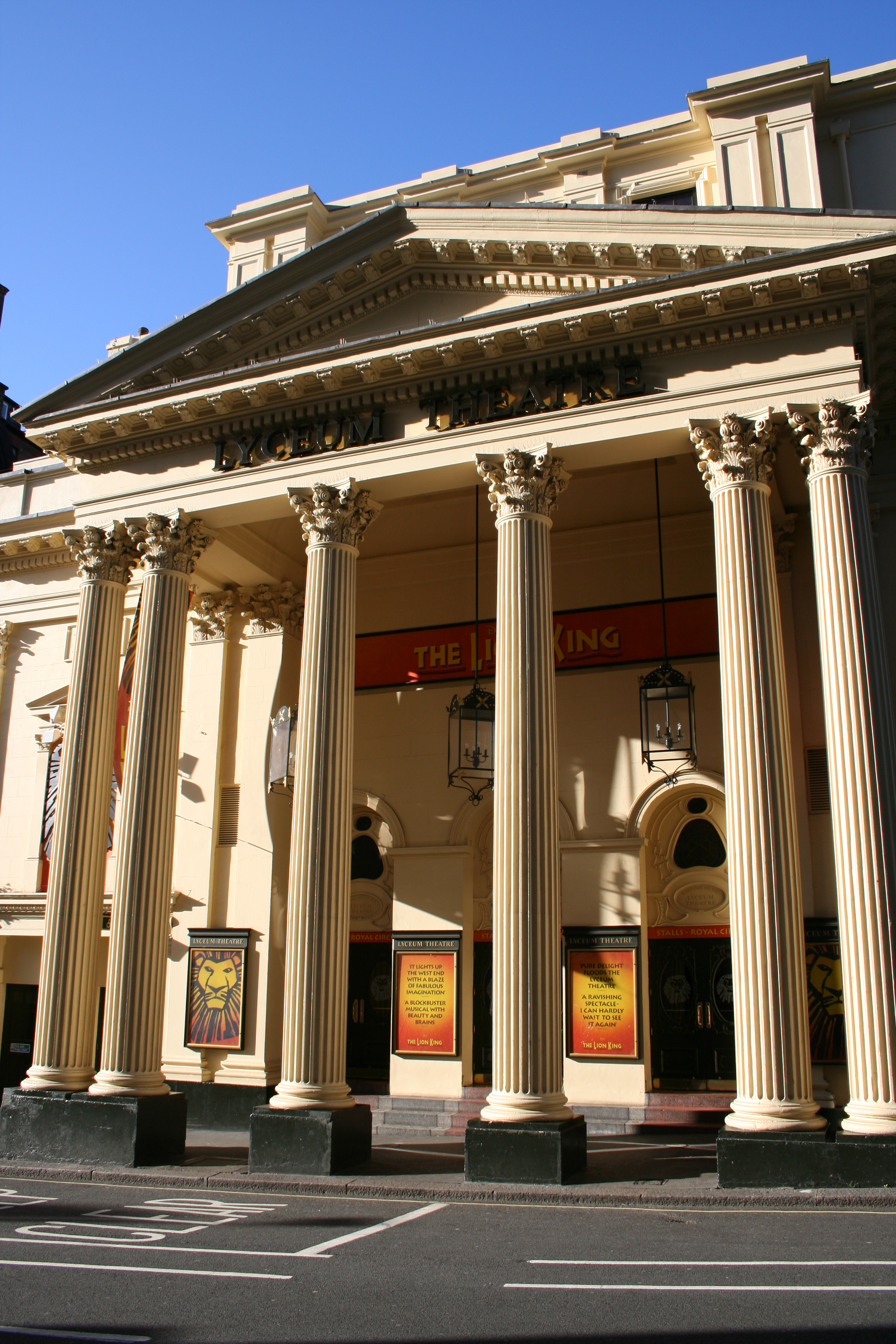
The Lion King au Lyceum Theatre de Londres.

La comédie musicale a incorporé plusieurs changements et ajouts par rapport au film. Le personnage du mandrill Rafiki a été transformé en rôle féminin car souvent en Afrique ce sont les femmes qui sont garantes de la tradition orale.
À Broadway, plusieurs nouvelles scènes apparaissent dont une conversation entre Mufasa et Zazu sur la façon dont Mufasa élève son fils Simba et une scène périlleuse où Timon se retrouve presque noyé dans une chute d'eau tandis que Simba se sent impuissant à l'aider. Un ajout narratif important est la description du départ de Nala dans la nouvelle chanson La Folie du Roi Scar, où le méchant à l'esprit désequillibré cherche à faire de Nala sa compagne. Nala refuse, et annonce ensuite son intention de partir de la terre des lions pour trouver de l'aide. Elle reçoit la bénédiction de Rafiki pendant la nouvelle chanson Shadowland (Terre d'ombre dans la version française).
Comme la précédente comédie musicale de Disney La Belle et la Bête, le spectacle ajoute de nombreuses chansons par rapport au film, comprenant aussi L'Écho du matin chanté par Zazu (une chanson qui a été ajoutée plus tard au film pour une édition spéciale en DVD, sous le titre Le Rapport du matin pour la VF). Shadowland, initialement composée pour le disque Rhythm of the Pride Lands sur des paroles swahili comme Lea Halelela, a été adaptée pour la comédie musicale avec un nouveau texte en anglais. Il est chanté par Nala, les lionnes et Rafiki. One By One, également issu du disque Rhythm of the Pride Lands, a été adapté et est chanté par le chœur à l'ouverture du deuxième acte. La plupart des thèmes musicaux composés par Hans Zimmer pour le film sont également utilisés à de nombreux moments (bien que ce dernier ne soit crédité que dans la catégorie « musique additionnelle ».[réf. nécessaire]
Le chœur, mené à Broadway par le compositeur Lebo M lui-même, est parfois visible sur scène, plutôt que dissimulé dans l'ombre ou la fosse d'orchestre comme dans d'autres comédies musicales.
Plusieurs personnages d'animaux présents dans le spectacle sont des acteurs costumés ayant des accessoires supplémentaires pour se mouvoir. Les girafes, par exemple, sont interprétées par des acteurs marchant précautionneusement sur des échasses. Pour les personnages principaux tels Mufasa et Scar, les costumes comportent les casques mécaniques qui peuvent être levés et abaissés pour accentuer l'illusion d'un félin se ruant sur sa proie. D'autres personnages, tels que les hyènes, Zazu, Timon et Pumbaa sont joués par des acteurs dans des marionnettes géantes. Le personnage de Timon est décrit par Julie Taymor comme l'un des plus difficiles à maîtriser, car le mouvement de la tête et des bras de la marionnette donne une contrainte supplémentaire pour les bras, le dos et le cou de l'acteur.
Une nouvelle séquence créée pour le spectacle, la chasse des lionnes, comporte un dispositif particulièrement complexe pour les danseuses, la chorégraphie est rendue bien plus difficile par les grands casques portés pendant la scène.
Pendant la tournée du spectacle à Shanghai, des éléments chinois ont été inclus. Une des chansons a été adaptée pour ressembler à une chanson pop très populaire en Chine, Laoshu ai dami (les souris aiment le riz), de même qu'à Paris un passage a été adapté pour faire directement référence à la culture française.

## Numéros musicaux

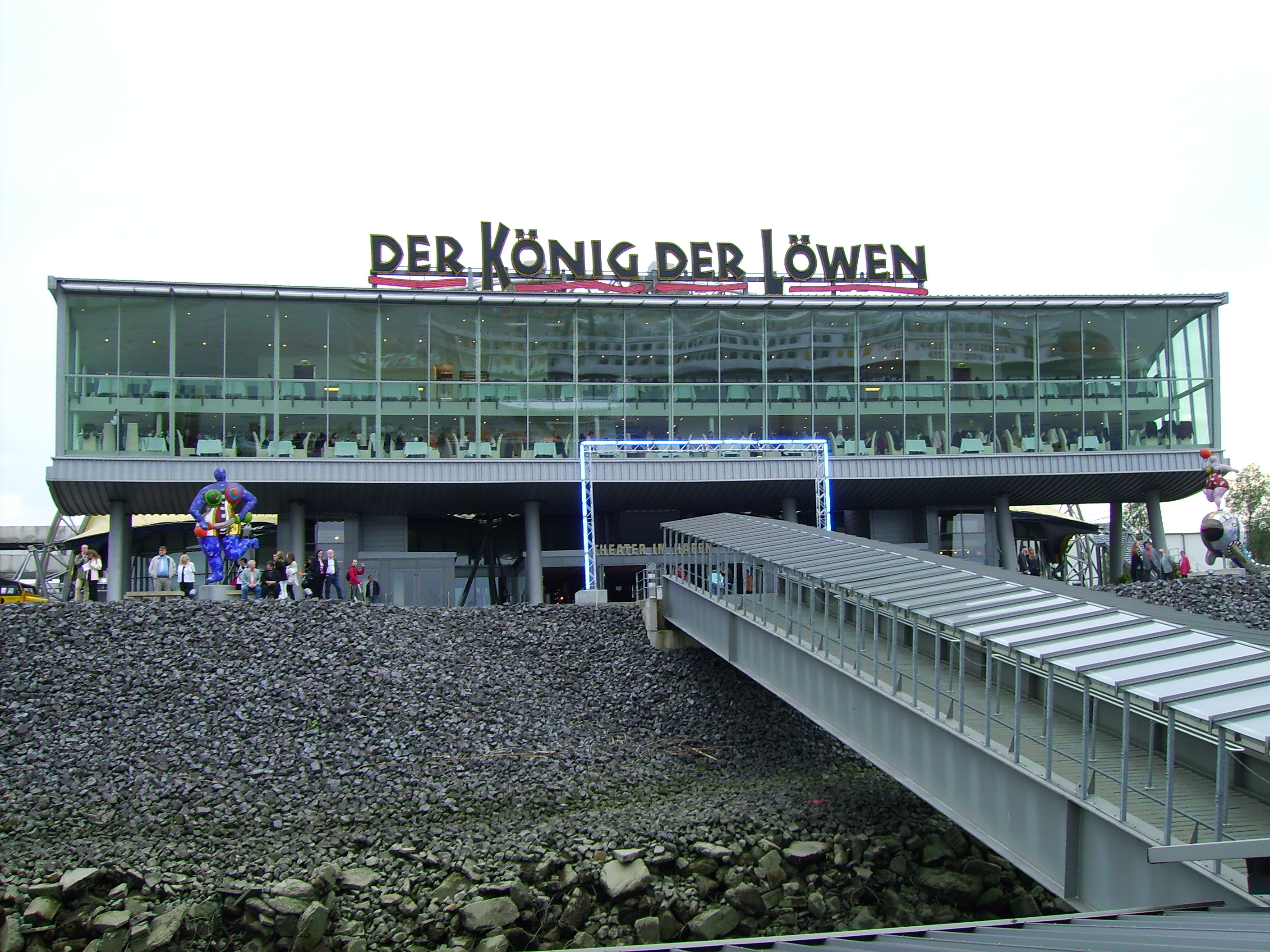
Der König der Löwen au Theater im Hafen, à Hambourg

1. Ouverture: Nants' Ingonyama/Circle of Life (Nants' Ingonyama/ Le Cercle de la Vie)
Musique d'Elton John, paroles de Tim Rice
2. Grasslands Chant (La Savane)
Musique et paroles de Lebo M
3. The Morning Report (L'Écho du matin)
Musique d'Elton John, paroles de Tim Rice
4. The Lioness Hunt (La Chasse des lionnes)
Musique et paroles de Lebo M
5. I Just Can't Wait to Be King (Moi j'veux super vite être roi)
Musique d'Elton John, paroles de Tim Rice
6. Chow Down (Bon app' !)
Musique d'Elton John, paroles de Tim Rice
7. They Live in You (Ils vivent en toi)
Musique et paroles de Mark Mancina, Jay Rifkin et Lebo M
8. Be Prepared (Soyez prêts)
Musique d'Elton John, paroles de Tim Rice
9. The Stampede (La Ruée des animaux)
Musique de Hans Zimmer, paroles de Lebo M
10. Rafiki Mourns (Rafiki est en deuil)
Musique et paroles de Tsidii Le Loka
11. Hakuna Matata (Hakuna Matata)
Musique d'Elton John, paroles de Tim Rice
12. One by One (One by One)
Musique et paroles de Lebo M
13. The Madness of King Scar (La Folie du roi Scar)
Musique d'Elton John, paroles de Tim Rice
14. Shadowland (Terre d'ombre)
Musique de Hans Zimmer et Lebo M, paroles de Mark Mancina et Lebo M
15. Endless Night (Nuit sans fin)
Musique de Lebo M, Hans Zimmer et Jay Rifkin, paroles de Julie Taymor
16. The Lion Sleeps Tonight (Le lion roupille ce soir)
Paroles et arrangement de la musique de George David Weiss, Hugo Peretti et Luigi Creator, paroles additionnelles de Lebo M, arrangement de Mark Mancina et Jay Rifkin
17. Can You Feel the Love Tonight (Quand soudain l'amour est là)
Musique d'Elton John, paroles de Tim Rice
18. He Lives in You (Il vit en toi (Remix))
Musique et paroles de Mark Mancina, Jay Rifkin et Lebo M
19. Simba Confronts Scar (Simba affronte Scar)
Musique de Mark Mancina et Robert Elhai
20. Final: King of Pride Rock/Circle of Life (Reprise) (Le Roi du rocher des lions/ Le Cercle de la Vie (reprise))
Musique de Hans Zimmer et Elton John, paroles de Lebo M et Tim Rice

Des enregistrements existent des diverses versions internationales. La plupart du temps elles reprennent, traduites dans leurs propres langues, le même ordre de morceaux musicaux et chansons du spectacle. L'adaptation française est signée Stéphane Laporte. On retrouve dans cette version beaucoup des chansons du film d'animation, avec néanmoins une nouvelle adaptation des paroles. Dans la version française de 2021, la chanson l'Echo du Matin a été retirée et des références à La Reine des neiges (Libérée, délivrée) et à Stromae (Papaoutai) ont été insérées.

## Distinctions

### Récompenses
- Drama Desk Awards 1998 :
  - Meilleure actrice pour Tsidii Le Loka
  - Meilleure mise en scène pour Julie Taymor
  - Meilleure chorégraphie pour Garth Fagan
  - Meilleurs décors pour Richard Hudson
  - Meilleurs costumes pour Julie Taymor et Michael Curry
  - Meilleure lumière pour Donald Holder
  - Meilleur son pour Tony Meola
- Theatre World Awards 1998 : Meilleur acteur pour Max Casella
- Tony Awards 1998 :
  - Meilleure comédie musicale
  - Meilleure mise en scène pour Julie Taymor
  - Meilleure chorégraphie pour Garth Fagan
  - Meilleurs décors pour Richard Hudson
  - Meilleurs costumes pour Julie Taymor et Michael Curry
  - Meilleures lumières pour Donald Holder

#### En France
- Molières 2008 :
  - Molière du créateur de costumes pour Julie Taymor
  - Molière du créateur de lumières pour Donald Holder
  - Molière du spectacle musical
- Les Musicals 2008 :
  - Meilleure interprétation dans un second rôle pour David Eguren
- Les Trophées de la comédie musicale 2021 :
  - Trophée de la reprise

### Nominations
- Tony Awards 1998 :
  - Meilleur livret pour Roger Allers et Irene Mecchi
  - Meilleure musique pour Elton John (musique), Tim Rice (parole), Hans Zimmer (musique), Lebo M (musique et paroles), Mark Mancina (musique et paroles), Jay Rifkin (musique et paroles), Julie Taymor (paroles)
  - Meilleure orchestration pour Robert Elhai, David Metzger, Bruce Fowler
  - Meilleur acteur pour  Samuel E. Wright
  - Meilleure actrice pour Tsidii Le Loka
- Drama Desk Awards 1998 :
  - Meilleure nouvelle comédie musicale
  - Meilleur acteur pour Max Casella et Geoff Hoyle
  - Meilleures orchestrations pour Robert Elhai, David Metzger et Bruce Fowler

#### En France
- Les Musicals 2008
  - Meilleure interprétation féminine dans un rôle principal pour Zama Magudulela
  - Meilleure interprétation dans un second rôle pour Olivier Breitman
  - Meilleur musical, catégorie Adaptation française